# Villatoya
Villatoya é um município da Espanha na província de Albacete, comunidade autónoma de Castilla-La Mancha, de área 18,70 km² com população de 187 habitantes (2004) e densidade populacional de 10,00 hab/km².

## Demografia
| Variação demográfica do município entre 1991 e 2004 | Variação demográfica do município entre 1991 e 2004 | Variação demográfica do município entre 1991 e 2004 | Variação demográfica do município entre 1991 e 2004 |
| --------------------------------------------------- | --------------------------------------------------- | --------------------------------------------------- | --------------------------------------------------- |
| 1991                                                | 1996                                                | 2001                                                | 2004                                                |
| 209                                                 | 194                                                 | 181                                                 | 187                                                 |